# Contrato de mútuo
O contrato de mútuo é aquele que trata da transferência de bens fungíveis a alguém, em troca de outros de mesma género ou espécie, qualidade e quantidade daqueles. As partes envolvidas são chamadas mutuante e mutuário. O mutuante é aquele que empresta ou transfere a propriedade do bem fungível. Já o mutuário é aquele que recebe o bem e tem a obrigação de devolver outro bem de mesma espécie, qualidade e quantidade.
Os bens fungíveis são, por definição legal, aqueles que podem substituir-se por outros da mesma espécie ou genério, qualidade e quantidade. A definição expressa de bens fungíveis pode ser vista no artigo 207.° do Código Civil português ou no artigo 85, do Código Civil brasileiro. Uma vez que a coisa emprestada é um bem fungível, após a devolução desta coisa ao mutuante, pelo mutuário, extingue-se a obrigação de devolver outra de mesma espécie e quantidade.
A modalidade de mútuo oneroso implica naquela que permite a cobrança de juros (remuneração devida pela utilização de capital alheio) acompanhada da exigência de garantia (real ou fidejussória) da devolução desse dinheiro. Tal modalidade é prevista pelo artigo 590 do Código Civil Brasileiro, onde se lê que "O mutuante pode exigir garantia da restituição, se antes do vencimento o mutuário sofrer notória mudança em sua situação econômica". A modalidade contratual de mútuo oneroso é mais aplicada nas relações de empréstimo advindas de instituições financeiras.
Em Portugal, o regime do mútuo encontra-se nos artigos 1142.° e seguintes do Código Civil. No Brasil, o mútuo é regulado a partir do artigo 586 do Código Civil.

## Natureza Jurídica
- Típico: possui previsão legal do art. 586 ao 592, do Código Civil.[3]
- Real: não basta o consenso das partes. O bem deve ser entregue ao mutuário.[4]
- Unilateral: gera obrigações apenas para uma das partes, qual seja, o mutuário.[4]
- Gratuito: em regra, pois gera sacrifício patrimonial apenas para uma das partes - mutuante - que empresta o bem.[4]
Exceção: O contrato de mútuo pode ser oneroso quando, por exemplo, há empréstimo de dinheiro com cobrança de juros. Nesse caso, o contrato será nomeado de Mútuo Feneratício.[4]

## Restituição
Segundo o artigo 590 do Código Civil Brasileiro, "o mutuante poderá exigir garantia da restituição, se antes do vencimento o mutuário sofrer notória mudança em sua situação econômica". Por exemplo: durante a vigência do contrato o mutuante recebe a notícia de que o mutuário está falido. Diante disso, o primeiro pode pedir a restituição do contrato de mútuo.
Em regra, o prazo para que seja realizada a restituição é aquele que foi convencionado entre as partes. Entretanto, se não houver prazo estipulado, valem as regras dispostas no art. 592 do Código Civil.

## Mútuo feito com menor
O artigo 588  do Código Civil  dispõe que, não havendo autorização dos responsáveis pelo menor, o bem ou o valor a este entregue não poderá ser reavido. Existem, ainda, os casos excepcionais regulados pelo art. 589 do mesmo dispositivo legal (casos em que é autorizada a cobrança do mutuante ao menor).